# Tên người Việt Nam
Tên người Việt Nam được các nhà nghiên cứu cho rằng bắt đầu có từ thế kỷ 2 TCN và càng ngày càng đa dạng hơn, trong khi có ý kiến khác cho rằng: "sớm nhất Việt Nam có tên họ vào khoảng đầu Công Nguyên".
Tên người Việt Nam (chủ yếu là người Kinh và các dân tộc có cấu trúc tên tương đương như người Mường) được đặt theo thứ tự "họ trước tên sau" của vùng văn hóa Đông Á. Theo khoản 1 Điều 26 Bộ luật Dân sự năm 2015 có quy định: “Cá nhân có quyền có họ, tên (bao gồm cả chữ đệm, nếu có). Họ, tên của một người được xác định theo họ, tên khai sinh của người đó”. Dựa theo quy định đó, tên người Việt Nam được cấu tạo bởi hai phần Họ + Tên:
- Họ - phần tên chung được kế thừa tuyệt đối qua từng thế hệ,[a] thường là từ bố nhưng cũng có người mang họ từ mẹ. Thường là họ đơn nhưng cũng có người mang họ kép (họ kép nguyên bản hoặc họ ghép bố mẹ).
- Tên - phần dành cho cá nhân, theo cấu tạo tên đệm + tên chính. Tên đệm có thể có hoặc không, tên chính có thể là từ đơn âm hoặc đa âm.

Cấu trúc tên của người Việt giống với cấu trúc tên người Trung Hoa và tên người Triều Tiên: họ chủ yếu là họ đơn âm, và tên thường là một hoặc hai từ đơn âm. Tên người Việt thường được chọn lựa khá kỹ về mặt ngữ âm và ngữ nghĩa, dùng để phân biệt người này với người khác. Ngày nay, nhiều người Việt hải ngoại còn đặt tên theo thứ tự phương Tây là tên trước, họ sau, hoặc đặt tên theo tên tiếng nước ngoài. Không có một nguyên tắc chung nào trong việc đặt tên, nhưng đối với tâm lý của người Việt Nam, việc đặt tên rất quan trọng vì mỗi cái tên gắn chặt với mỗi con người suốt đời. Có thể căn cứ vào đặc điểm, giới tính, hoàn cảnh gia đình, dòng họ, quê hương, xã hội, ước vọng hoặc thậm chí nỗi uất hận của người đặt tên gửi gắm vào cái tên nào đó.
Tên người Việt Nam được đọc và viết theo thứ tự họ trước tên sau. Trước đây, như là một phần của kị húy, người Việt Nam dùng họ để gọi hay xưng hô lịch sự khi xã giao, chỉ gọi tên khi là người nhà hay thân thiết như bạn bè, giống như văn hóa gọi tên của Trung Quốc, Triều Tiên, Nhật Bản. Ví dụ: Bà Trưng, Bà Triệu, Cụ Phan, Hồ Chủ tịch / Bác Hồ, Ngô Tổng thống... Từ thời Pháp thuộc, xưng hô bị ảnh hưởng bởi văn hoá Pháp, người Việt chuyển sang xu hướng gọi tên đơn ở cuối thay vì gọi họ như trước. Tuy vậy khi cần xưng hô trang trọng hơn, người Việt thường dùng cả họ tên đầy đủ, hoặc phần tên có cả tên đệm và tên chính (miễn sao từ 2 âm tiết trở lên), như là một cách tránh gọi "cộc lốc", khiến người nghe cảm thấy tên của người được gọi không bị thô hay kém trang trọng. Ví dụ như với giới lãnh đạo thì gọi Tổng Bí thư Nguyễn Phú Trọng, Chủ tịch nước Võ Văn Thưởng thay vì Tổng Bí thư Trọng, Chủ tịch nước Thưởng; giới danh tiếng thì gọi cầu thủ (Lê) Công Vinh, ca sĩ Hoàng Bách thay vì cầu thủ Vinh, ca sĩ Bách.
Họ và tên người Kinh có thể viết theo chữ Hán với chữ Nôm để biểu nghĩa (tránh đồng âm khác nghĩa) nếu tên người đó không phải là tên gốc tiếng phương Tây, do chữ Quốc ngữ (chữ Latinh) là chữ tượng thanh nên các từ đồng âm khác nghĩa thì viết giống nhau. Ví dụ như 忠英 ("Trung Anh", trung nghĩa và anh hùng) và 梅櫻 ("Mai Anh", cây mai và cây anh đào).

## Họ và tên của người Việt
Thông thường, họ tên người Kinh được nói và viết theo thứ tự "họ trước tên sau" theo cấu trúc là Họ + Tên, nhưng phân chia không đồng nhất tuỳ từng người. Ví dụ như bên dưới:
| Họ và tên đầy đủ       | Họ        | Họ              | Tên              | Tên          |
| Họ và tên đầy đủ       | Họ chính  | Họ phụ (nếu có) | Tên đệm (nếu có) | Tên chính    |
| ---------------------- | --------- | --------------- | ---------------- | ------------ |
| Ngô Quyền              | Ngô       |                 |                  | Quyền        |
| Triệu Quang Phục       | Triệu     |                 |                  | Quang Phục   |
| Đinh Bộ Lĩnh           | Đinh      |                 |                  | Bộ Lĩnh      |
| Lê Hoàn                | Lê        |                 |                  | Hoàn         |
| Lý Công Uẩn            | Lý        |                 |                  | Công Uẩn     |
| Trần Thủ Độ            | Trần      |                 |                  | Thủ Độ       |
| Trần Cảnh              | Trần      |                 |                  | Cảnh         |
| Trần Quốc Tuấn         | Trần      |                 | Quốc             | Tuấn         |
| Trần Quốc Toản         | Trần      |                 | Quốc             | Toản         |
| Hồ Quý Ly              | Hồ        |                 |                  | Quý Ly       |
| Hồ Nguyên Trừng        | Hồ        |                 |                  | Nguyên Trừng |
| Lê Lợi                 | Lê        |                 |                  | Lợi          |
| Lê Tư Thành            | Lê        |                 |                  | Tư Thành     |
| Mạc Đăng Dung          | Mạc       |                 | Đăng             | Dung         |
| Mạc Đăng Doanh         | Mạc       |                 | Đăng             | Doanh        |
| Trịnh Kiểm             | Trịnh     |                 |                  | Kiểm         |
| Nguyễn Hoàng           | Nguyễn    |                 |                  | Hoàng        |
| Nguyễn Phúc Ánh        | Nguyễn    |                 | Phúc             | Ánh          |
| Nguyễn Phúc Vĩnh San   | Nguyễn    |                 | Phúc             | Vĩnh San     |
| Tôn Thất Thuyết        | Tôn Thất  |                 |                  | Thuyết       |
| Tôn Thất Tùng          | Tôn Thất  |                 |                  | Tùng         |
| Tôn Đức Thắng          | Tôn       |                 |                  | Đức Thắng    |
| Phạm Tuân              | Phạm      |                 |                  | Tuân         |
| Hoàng Phủ Ngọc Tường   | Hoàng Phủ |                 | Ngọc             | Tường        |
| Phan Văn Tài Em        | Phan      |                 | Văn              | Tài Em       |
| Nguyễn Phong Hồng Duy  | Nguyễn    |                 | Phong            | Hồng Duy     |
| Nguyễn Văn Toàn        | Nguyễn    |                 | Văn              | Toàn         |
| Nguyễn Ngọc Trường Sơn | Nguyễn    |                 | Ngọc             | Trường Sơn   |
| Trần Hữu Đông Triều    | Trần      |                 | Hữu              | Đông Triều   |
| Trần Lê Quốc Toàn      | Trần      | Lê              | Quốc             | Toàn         |
| Trương Văn Thái Quý    | Trương    |                 | Văn              | Thái Quý     |
| Bùi Hoàng Việt Anh     | Bùi       | Hoàng           |                  | Việt Anh     |

| Họ và tên đầy đủ     | Họ       | Họ              | Tên              | Tên        |
| Họ và tên đầy đủ     | Họ chính | Họ phụ (nếu có) | Tên đệm (nếu có) | Tên chính  |
| -------------------- | -------- | --------------- | ---------------- | ---------- |
| Trưng Trắc           | Trưng    |                 |                  | Trắc       |
| Lê Chân              | Lê       |                 |                  | Chân       |
| Triệu Thị Trinh      | Triệu    |                 | Thị              | Trinh      |
| Lý Thiên Hinh        | Lý       |                 |                  | Thiên Hinh |
| Nguyễn Thị Ngọc Bảo  | Nguyễn   |                 | Thị              | Ngọc Bảo   |
| Hồ Xuân Hương        | Hồ       |                 |                  | Xuân Hương |
| Lâm Thị Mỹ Dạ        | Lâm      |                 | Thị              | Mỹ Dạ      |
| Tôn Nữ Thị Ninh      | Tôn Nữ   |                 | Thị              | Ninh       |
| Nguyễn Doãn Cẩm Vân  | Nguyễn   | Doãn            |                  | Cẩm Vân    |
| Nguyễn Thị Ánh Viên  | Nguyễn   |                 | Thị              | Ánh Viên   |
| Bùi Nguyễn Diễm Phúc | Bùi      | Nguyễn          |                  | Diễm Phúc  |

Họ thường có 1 từ (thường mang họ của bố), đôi khi là 2 từ (do họ bố là họ kép hoặc do đặt họ mẹ kèm theo). Tên đệm thường là 1 từ, có người không từ nào (ví dụ như Phạm Tuân). Tên chính thường có 1 từ, nhưng cũng có người có nhiều từ (ví dụ như Nguyễn Phong Hồng Duy, Nguyễn Thị Ánh Viên).
Cá biệt có hàng ngàn người nam thuộc 9 dòng họ ở 3 thôn Cẩm Khê, Bối Khê, Cẩm Bối thuộc xã Liên Khê huyện Khoái Châu tỉnh Hưng Yên đều bắt đầu bằng Họ đệm là Đỗ như Đỗ Tràng, Đỗ Văn, Đỗ Bá, Đỗ Quang, Đỗ Đình, Đỗ Trí, Đỗ Đắc, Đỗ Khoa, Đỗ Trọng. Chữ Đỗ ở đây không phải là họ mà chỉ là chữ đệm, còn họ chính là chữ thứ nhì như Tràng, Văn, Bá, Quang, Đình... trong khi con gái thì lại đặt tên có họ chính đứng đầu như người bình thường như Tràng Thị Xuân, Văn Thị Thu...
Ngoài ra người Kinh còn nhiều loại tên khác, có loại đã vĩnh viễn đi vào lịch sử, có loại mới xuất hiện khi Việt Nam tiếp xúc với văn hóa tây phương, có loại dành riêng cho một giai cấp hoặc tầng lớp xã hội nhất định...

### Họ người Việt

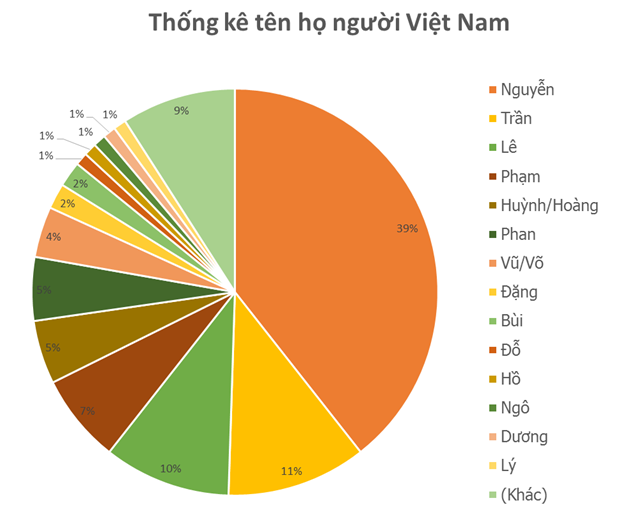
Thống kê tên họ người Việt Nam

Họ người Việt được đặt ở đầu, trước tên đệm và tên chính. Họ người Việt chủ yếu là đơn âm (một số là họ lưỡng âm như Hoàng Phủ, Âu Dương, Tôn Thất...) Nếu như họ người ở các nước khác còn gọi là "tên gia tộc", nghĩa là những người có chung họ thường sẽ thuộc một gia tộc có chung huyết thống, thì những người Việt nếu có chung họ cũng không thể khẳng định đều là từ một gia tộc hoặc chung huyết thống. Bởi vì trong lịch sử, nhiều người đã được vua chúa ban cho họ mới, hoặc phải đổi họ (hay vay mượn họ gia đình khác) để hoạt động chính trị hoặc tránh sự trừng phạt hay tàn sát bản thân hoặc gia đình.
Trước thời Pháp thuộc, người Việt không có tục đặt họ kép bằng cách ghép họ bố và họ mẹ. Chưa có ghi nhận người Việt nào trước thế kỉ 20 có họ kép bố-mẹ. Tục đặt họ bố-mẹ này có lẽ được du nhập văn hóa từ cách đặt tên của tiếng Bồ Đào Nha và tiếng Pháp (trong giai đoạn chữ Quốc ngữ dần phổ biến và văn hóa Pháp có sự ảnh hưởng trong thời Pháp thuộc). Hiện nay việc đặt họ kép bằng cách ghép họ bố và họ mẹ phổ biến hơn trước, chẳng hạn Lê Nguyễn Quỳnh Anh, Trần Lê Quốc Toàn... Do ảnh hưởng thay đổi chính trị dẫn đến việc cải, đổi họ tên, họ người Việt hiện tập trung 90% dân số trong 14 họ chính.

### Tên người Việt
Tên đi theo cấu tạo tên đệm + tên chính. Tên đệm có thể có hoặc không, tên chính có thể là từ đơn âm hoặc đa âm.

#### Tên đệm
Tên đệm (hay tên lót) phổ biến nhất của người Việt là "Văn" (文), "Hữu" (有) dùng cho nam giới và "Thị" (氏) dùng cho nữ giới, luôn nằm giữa họ và tên chính. Trong khi họ là để phân biệt huyết thống và tên chính dùng để phân biệt người này với người khác thì một số tên đệm thường dùng để phân biệt giới tính (nam, nữ). Ví dụ, những cái tên nổi tiếng như Thị Kính, Thị Mầu trong Quan Âm Thị Kính, Thị Nở trong Chí Phèo hay "Thị" trong tác phẩm Ngày xưa Hoàng Thị của nhạc sĩ Phạm Duy... Tuy nhiên không phải người Việt nào cũng có tên đệm (như Lê Lợi, Nguyễn Trãi, Phạm Tuân, Tôn Thất Tùng, Trần Đăng Khoa...)
Dù vậy ngày nay, những tên lót phổ biến này lại không được người Việt ưa thích vì chúng được cho rằng không hay bằng những tên lót khác, đặc biệt là "Thị". Chữ 氏 (thị) vốn là của từ "thị tộc" mang nghĩa là "người/vật của dòng họ" (như "Đại Lý Đoàn thị", "Lý thị Triều Tiên"). Chữ này cũng đồng âm với chữ 侍 (thị) có nghĩa là "hầu hạ" như trong "thị vệ" (侍衛), hay "thị nữ" (侍女) có nghĩa là "hầu gái", khiến người phụ nữ bị đánh giá thấp kém. Do đó một số lượng không nhỏ phụ nữ Việt Nam hiện nay có tên đệm là "Thị" hay kiêng kỵ và bỏ chữ này khi viết hay xưng đầy đủ họ tên. Ví dụ như poster phim "Kiều" do Mai Thu Huyền sản xuất công bố nữ diễn viên Trình Thị Mỹ Duyên trong vai chính, tên của cô được viết là "Trình Mỹ Duyên" và bỏ chữ "Thị". Nếu xét tới liên kết nghĩa với tên chính thì chữ "Thị" (氏) không có tác dụng bổ nghĩa cho tên chính. Hầu hết phụ nữ Việt Nam hiện nay nếu mang họ kép thì không có "Thị" đệm trong tên.
Do việc gọi tên ở cuối nhiều hơn thay cho gọi họ, hiện nay rất nhiều người tưởng lầm rằng phần tên ở giữa là thuộc phần họ, nhưng theo đúng lý thì tên ở giữa là phần gắn với tên ở cuối tạo nên nghĩa đầy đủ cho tên chính của một người Việt, do vậy nó thuộc phần tên chính. Ví dụ như một người tên "Nguyễn Thành Công" tự ghi trong một đơn từ hay hồ sơ với phần họ (Surname hay Family name hoặc Last name) và tên (First Name hoặc Given Name) được tách riêng, người này ghi "Họ: Nguyễn Thành", "Tên: Công" là không chính xác, mà chính xác phải ghi là "Họ: Nguyễn", "Tên: Thành Công", vì nếu gặp phải trường hợp đảo họ tên, "Nguyễn Thành Công" sẽ được đảo lại thành "Thanh Cong Nguyen" thay vì "Cong Nguyen Thanh". Lợi ích của việc xác định chính xác này là theo thói quen của người phương Tây, sẽ có lúc tên "Thanh Cong Nguyen" được viết tắt là "T.C. Nguyen" và gọi thành "Mr. Nguyen" (gọi đúng phần họ), thay vì "Cong Nguyen Thanh" bị viết tắt thành "C.N. Thanh" gọi thành "Mr. Thanh" (gọi nhầm sang tên giữa). Trường hợp ngoại lệ là người có họ kép vốn sẵn như "Âu Dương Lâm" (họ Âu Dương), "Tôn Thất Lâm" (họ Tôn Thất) hoặc người có họ kép do từ họ mẹ kèm sau họ bố như "Nguyễn Trần Lâm", "Phạm Vũ Lâm"... thì phải ghi chính xác là "Họ: Âu Dương | Tôn Thất | Nguyễn Trần | Phạm Vũ" và "Tên: Lâm". Khi bị đảo họ, cách đảo đúng sẽ là "Lam Ton That", "Lam Au Duong" (phần họ có thể thêm gạch ngang thành "Lam Ton-That", "Lam Au-Duong" hoặc viết liền thành "Lam Tonthat",  "Lam Auduong" để chỉ rõ họ kép).
Nhiều người hiện nay xác định phần tên giữa không được coi là tên đệm, tức là tên chính sẽ là hai âm tiết trở lên. Tuy nhiên vì không còn phổ biến viết gạch nối (-) cho từ ghép hay từ phức như trước, việc xác định các phần họ, tên đệm, tên chính trở nên khó khăn hơn. Điều này cũng gây rắc rối cho việc viết tên người Việt khi bị đảo họ và tên trong ngôn ngữ phương Tây, nhất là trong các thủ tục hành chính liên quan tới vấn đề nhập cảnh và cư trú như xin visa.

##### Hình thức và mối liên kết
Xét về hình thức, tên đệm nếu có thường là đơn âm như Nguyễn Thị Minh Khai, Nguyễn Ngọc Trường Sơn
Xét về mặt liên kết với các thành phần khác trong tên, tên đệm có thể là thành phần độc lập, cũng có thể liên kết với tên họ hoặc với tên chính.
- Tên đệm đứng độc lập: là loại tên đệm không phối hợp được với tên họ hay tên chính để làm thành từ kép. Ví dụ với Nguyễn Đình Chiểu và Lê Văn Sơn thì từ "Đình" hay "Văn" không thể phối hợp với tên họ hoặc tên chính để làm thành từ kép có một ý nghĩa khác.
- Tên đệm phối hợp với tên chính: Hầu hết tên chính người Việt Nam là âm Hán-Việt. Trong văn chương, các từ này được coi là hay hơn các từ Nôm nên khi đặt tên người ta cố gắng lựa tên đệm nào có thể đi chung với tên chính để có ý nghĩa rộng hơn, tốt đẹp hơn như Nguyễn Văn Minh, Nguyễn Trọng Thành Công...
- Tên đệm phối hợp với tên họ: Rất ít tên người Việt có tên đệm phối hợp được với tên họ để làm thành từ kép có ý nghĩa như: Hoàng Kim Vui, Võ Văn Trung...

##### Chức năng tên đệm
Tên đệm có thể có nhưng cũng có thể không có nên chức năng của nó đôi khi cũng không rõ ràng. Một số tên đệm có chức năng tương đối rõ:
- Phân biệt giới tính: nữ giới thường có tên đệm là "Thị", "Diệu"; nam giới là "Văn", "Bá", "Mạnh"...
- Phân biệt chi, ngành trong một dòng họ lớn: Ngô Thì, Ngô Vai; Nguyễn Đức, Nguyễn Mậu...
- Phân biệt thứ bậc trong gia đình: một số người dùng từ đệm Bá để chỉ con cả dòng họ trưởng, Mạnh để chỉ con cả dòng họ thứ, Gia chỉ con trưởng, Trọng chỉ con thứ hai[cần dẫn nguồn]...
- Thẩm mỹ: một số tên đệm chỉ có chức năng thẩm mỹ và nam nữ đều có thể dùng.

##### Tên đệm thường dùng
- Dùng từ Hán-Việt có ý nghĩa tốt như các từ chỉ vật quý, mùa đẹp, màu đẹp, từ chỉ phẩm hạnh, tài năng: Xuân, Thu, Cẩm, Châu, Hồng, Hoàng, Đức, Hạnh, Đình, Đại...
- Lấy họ mẹ làm tên đệm hoặc lấy họ bố làm tên đệm mà không phải theo chế độ mẫu hệ.[8]
- Lấy tên đệm của bố làm tên đệm hoặc một phần tên đệm cho con trai và có thể con gái. Lấy tên đệm của mẹ làm tên đệm hoặc một phần tên đệm cho con gái hoặc trai.
- Lấy tên chính của bố làm tên đệm cho con trai, lấy tên chính của mẹ làm tên đệm cho con gái.
- Lấy tên đệm và tên chính của bố làm tên đệm cho con trai và gái: Trần Thành Đăng (bố), Trần Thành Đăng Chân Tín (con trai), Trần Thành Đăng Chân Mỹ (con gái), Nguyễn Cao Kỳ (bố), Nguyễn Cao Kỳ Duyên (con gái)...

#### Tên chính
Tên chính là tên của riêng cá nhân, phân biệt của cá nhân này với những cá nhân khác, đặc biệt là cùng họ. Trong tên của người Việt, tên chính luôn ở vị trí cuối cùng. Thường thì tên chính là một âm như Lê Duẩn, Nguyễn Văn Thể, Nguyễn Thị Bình, nhưng cũng có trường hợp là đa âm như Nguyễn Phúc Vĩnh San, Trương Mỹ Hoa, Nguyễn Thị Kim Ngân...
Lưu ý tên chính khác với tên thường gọi ở cuối. Người Việt có thói quen thường dùng tên cuối để gọi nhanh, nhưng nhiều trường hợp chỉ riêng tên đơn âm cuối là chưa đủ mà nó cần phải kết hợp với phần tên đứng trước (mà thường bị hiểu nhầm là tên đệm) mới tạo nên tên chính mang nghĩa đích thực. Ví dụ như Nguyễn Ngọc Trường Sơn, tên người này phân tích đúng sẽ là phần họ: "Nguyễn"; phần đệm: "Ngọc"; tên chính: "Trường Sơn" (nghĩa là "núi dài"). Do bình thường mọi người chỉ gọi anh là "Sơn", nên sẽ hay hiểu nhầm rằng phần đệm là "Ngọc Trường" và tên chính là "Sơn".
Về tên chính của vua quan, xem thêm Tên húy và miếu húy

##### Đặc điểm
Tên chính của người Việt thường có những đặc điểm sau:
- Có lựa chọn và có lý do: Người Việt Nam quan niệm tên chính là một bộ phận gắn chặt với người mang tên đó. Tục ngữ có câu: "Xem mặt đặt tên", bởi vậy khi đặt tên người ta thường chọn lựa kỹ và căn cứ đặc điểm, giới tính, hoàn cảnh gia đình, dòng họ, quê hương xã hội, ước vọng bố mẹ... mà chọn, chứ không đặt tùy tiện.
- Số lượng phong phú: So với họ và tên đệm, tên chính phong phú hơn về số lượng. Do có tính lựa chọn, những cái tên mang nghĩa tích cực thường được chọn nhiều hơn những cái tên mang nghĩa tiêu cực đối với cả hai giới tính. Ví dụ, những cái tên như: Mạnh, Dũng, Tuấn, Phương, Dung, Hạnh... thì luôn phổ biến hơn những tên là Lừa, Bịp, Dốt, Sầu, Đau... (những cái tên này cực kỳ ít phổ biến và không còn nhiều trong xã hội hiện đại). Ngoài ra, có những cái tên vô nghĩa cũng được dùng, chẳng hạn như: Ngùy, Duẩn... Một cách đặt tên khác không phổ biến trong tiếng Việt lắm nhưng vẫn có, đó là đặt tên theo tiếng nước ngoài, theo kỷ niệm, theo sự kiện. Dù Bộ Tư pháp chưa có văn bản nào chính thức quy định việc cấm đặt tên theo các chính khách, người nổi tiếng, lỗi lạc..., nhưng điều này gần như trở thành luật "bất thành văn" trong việc đặt tên. Ví dụ, nếu đặt tên là Hồ Chí Minh, Võ Nguyên Giáp... thì chắc chắn sẽ khó được chấp nhận.
- Xu hướng đa tiết hóa tên chính: Trước đây họ và tên thường 3 tiếng, ngày nay xu hướng phát triển thành 4 ngày càng nhiều và nhất là ở giới nữ.
- Hán-Việt giữ vai trò chủ đạo: thường được cấu tạo bằng hai từ: một để làm tên đệm, một để làm tên chính. Hai từ đó hợp lại có ý nghĩa rộng hơn, hoa mỹ hơn. Ví dụ Vĩnh Phú (giàu có muôn đời), Bạch Tuyết (trong trắng như tuyết), Hoài An (mong được an bình)... Tên chính từ gốc Nôm thường được các gia đình ở một số vùng nông thôn (thường là ở khu vực đồng bằng Bắc Bộ), ít học, đặt cho con cái, tên từ gốc Nôm có vẻ mộc mạc như: Bông, Rồi, Vui, Cười, Lây, Há, Đực, Tí, Cò v.v... đã làm nhiều người băn khoăn, khó chịu về cái tên của mình, nhất là khi lên thành thị sinh sống. Khi người Pháp, người Mỹ... đến Việt Nam, một số gia đình có liên hệ đã đặt tên con bằng những tên như: Trần Văn Pierre, Lê Văn Paul, Trần Thị Paulette, Nguyễn Thị Suzanne... Có những tên không rõ nghĩa cũng như nguồn gốc như Nguyễn Quang Riệu hay Trần Đình Hượu...
- Khó phân biệt nam nữ với tên chính: Về nguyên tắc, tên chính của nam nữ không có gì để phân biệt. Tuy nhiên căn cứ vào ý nghĩa của tên chính ấy, phối hợp tên chính với tên đệm và dựa vào thói quen có thể đoán tương đối chính xác một tên là nam hay nữ.
  - Tên nữ thường là tên loài hoa: Mai, Lan, Cúc, Hoa, Hương...; tên loài chim đẹp có tiếng hót hay: Yến, Oanh...; tên đá quý: Bích, Ngọc, Trân...; tên loại vải quý: Nhung, Gấm, Là, Lụa...; từ ngữ chỉ đức tính: Hạnh, Thảo, Hiền, Dung...; hay từ ngữ có âm thanh nhẹ nhàng, có ý nghĩa hoa mỹ: Vân, Thúy, Diễm, Lệ, Nguyệt, Nga, Trang, Huyền, Ngân...
  - Tên nam thường được chọn trong các tiếng biểu lộ được sự mạnh mẽ về thể xác lẫn tinh thần. Tên nam thường là tiếng chỉ sức mạnh: Cương, Cường, Hùng, Tráng, Dũng...; tiếng chỉ trí tuệ: Thông, Minh, Trí, Tuệ, Quang, Sáng...; tiếng chỉ đức hạnh: Nhân, Trung, Tín, Lễ, Nghĩa, Công, Hiệp, Phúc... hay tiếng chỉ tiền tài danh vọng: Phú, Quý, Kim, Tài, Danh, Đạt... hay chỉ địa vật như Sơn, Giang, Lâm, Hải, Dương...; hoặc một số từ có âm hưởng mạnh mẽ như Long, Quốc...
  - Ngoài ra còn có tên trung tính (cả nam và nữ đều dùng được) được người Việt Nam sử dụng khá phổ biến như Anh, An, Bình, Hà, Khánh, Linh, Lương, Nguyên, Tâm, Thanh, Tú. Trong các trường hợp này có thể phân biệt giới tính của tên thông qua tên đệm, ví dụ như Quốc Khánh là tên nam (nghệ sĩ hài Quốc Khánh) còn Ngân Khánh là tên nữ (diễn viên Ngân Khánh).
- Tên chính không được trùng tên với các bậc trưởng thượng: theo phong tục cổ truyền trước đây, tên chính của người Kinh không được trùng với tên thần thánh, vua chúa, những người thuộc thế hệ trước của gia đình, gia tộc.[9]

##### Tục lệ đặt tên
Ở Việt Nam, thời hạn đặt tên cho con - tính từ ngày sinh - thay đổi theo từng vùng. Người Kinh, theo phong tục xưa thì không đặt tên ngay khi đứa trẻ mới chào đời mà chỉ gọi nôm na như thằng cu, cái nhỏ, thằng Tèo, cái Tộp... (những tên này hiện nay ít được sử dụng. Nếu có thì sẽ xảy ra khi một người lớn tuổi gọi một đứa trẻ hoặc trẻ vị thành niên khi không biết tên của người đó), hoặc một cái tên gì đó xấu xí trong vòng 100 ngày để ma quỷ khỏi bắt nó đi. Ở Huế nói riêng, đúng 100 ngày sau mới làm lễ tạ ơn "mười hai bà mụ" bấy giờ mới đặt tên húy. Tên húy là tên chính thức của mỗi người, thường do bố mẹ đặt. Tên chính còn được gọi là tên húy, tên thật, hay tên khai sinh.
Một số địa phương khác, trong dịp tế tổ, các gia đình có con cháu mới sinh sắm sửa cơi trầu, chai rượu, hương hoa, lễ vật đến nhà thờ họ yết cáo tiên tổ và vào sổ họ cho các con trai trước lễ yết cáo, ngày đó mới có tên húy chính thức, được họ hàng công nhận. Trong khi vào sổ họ phải đối chiếu gia phả để xem có trùng tên các vị tiên tổ hoặc ông bà chú bác trong nội thân hay không. Nếu có tức là phạm húy thì phải đổi tên. Ở nông thôn, các vị có uy vọng trong làng, trong họ thường được dân chúng biếu trầu rượu và nhờ đặt tên cho con. Người đặt tên được gia đình đó nhớ ơn suốt đời. Ngày nay, theo nghị định 158/2005/NĐ-CP ngày 27 tháng 12 năm 2005 của Chính phủ Việt Nam về đăng ký và quản lý hộ tịch, trong thời hạn 60 ngày kể từ ngày sinh con; bố, mẹ có trách nhiệm đi khai sinh cho con; nếu bố mẹ không thể đi khai sinh thì ông bà hoặc những người thân thích khác đi khai sinh cho trẻ.

##### Chọn tên chính
- Chọn tên có liên hệ với họ tên bố, mẹ hoặc anh, chị: Nghị hay Đồng (tên bố là Hội); Điểm hay Đài (khi tên chị là Trang)...
- Chọn tên liên hệ đến ngành nghề, sản phẩm[cần dẫn nguồn]: Sĩ, Nông, Công, Thương; Cột, Kèo, Rui, Mèn...
- Lấy số thứ tự: Một, Hai, Ba... hay Nhất, Nhị, Tam...
- Lấy tên động vật thực vật: Loan, Phụng, Sơn Ca...; Hồng, Lan, Huệ...
- Tên mang ý nghĩa tốt đẹp: Phúc, Lộc, Thọ, Đoan, Trang, Tuyết, Trinh, Hiền, Thương, Hùng, Dũng, Bảo, Trân, Trọng, Châu...
- Tên biểu lộ bố con cùng huyết thống ví dụ tên các chúa Trịnh: Kiểm, Tùng, Tráng, Tạc, Căn, Cương, Giang, Doanh, Sâm, Cán, Khải đều thuộc bộ Mộc còn tên các chúa Nguyễn: Kim, Hoàng, Nguyên, Lan, Tần, Trăn, Chu, Trú đều thuộc bộ Thủy...
- Theo địa danh nơi sinh: Ngụy Như Kontum
- Theo thời gian sinh như Xuân, Hạ, Thu, Đông; hoặc Tý, Sửu, Dần... hoặc; Giáp, Ất, Bính...
- Nhiều bố mẹ đặt tên con tuỳ tiện vì cảm xúc nhất thời mà không suy nghĩ cho tương lai của con như:
  - Chọn tên để ghi dấu biến cố xảy ra trong gia đình: lấy số tiền mà xã phạt khi làm giấy khai sinh để đặt tên cho con như "Mai Phạt Sáu Nghìn Rưởi" hoặc "Mai Phạt Ba Ngàn Rưởi"[16]
  - Chọn tên con theo nỗi niềm riêng, bức xúc trong cuộc sống như: Dương Thị Ly Tan, Lê Thị Vô Lý, Võ Thị Xin Thôi, Hoàng Thị Hoãn, Nguyễn Thị Nghĩa Trang, Trần Uất Hận, Trần Trường Hận, Vũ Văn Hận Đời...[17]
  - Lấy tên người yêu cũ hoặc kẻ thù để đặt tên
  - Lấy tên dịch bệnh, virus để đặt tên: Nguyễn Cô Vy ("Cô Vy" là đọc tắt kiểu Việt hóa cho "CoronaVirus" và tên dịch bệnh COVID-19).[18]
  - Đặt tên con chỉ vì sở thích của bản thân: Đỗ Rê Mon (vì ông bố thích đọc Doraemon),[19] Phan Hết Gas hết Số (vì ông bố thích đua xe)[20]...

Lấy tiếng nước ngoài như: Phạm Bá Rose, Vũ Thị Noel, Đặng Thị Milla...
- Nhận tên theo một bài thơ để phân biệt thế hệ: như vua Minh Mạng đã làm một bài thơ và quy định cho con cháu phải đặt tên theo bài thơ đó:

Miên, Hồng, Ưng, Bửu, Vĩnh
Bảo, Quý, Định, Long, Trường
Hiền, Năng, Kham, Kế, Thuật
Thế, Thụy, Quốc, Gia, Xương.
Theo bài thơ trên, tên các hoàng tử thuộc dòng đế, mỗi thế hệ sẽ dùng một bộ chữ.
Lúc mới sinh, các trẻ sơ sinh thường được gọi bằng tên quai nôi hay tên cúng cơm như: Tèo, Tộp, Út, Thôi, Nữa, Gắng, Ráng... và cũng có thể là Tom, Henry, Ghita, Mary... Chỉ tên chính được ghi trong giấy khai sinh khi đăng ký và trong mọi hồ sơ về sau này.

##### Quy định của pháp luật pháp Việt Nam
Bộ luật Dân sự Việt Nam ban hành ngày 27/6/2005, phần thứ nhất (Những quy định chung), chương III (Cá nhân), mục 2 (Quyền nhân thân), điều 26 (Quyền đối với ho, tên) quy định:
1. Cá nhân có quyền có họ, tên. Họ, tên của một người được xác định theo họ, tên khai sinh của người đó.
2. Cá nhân xác lập, thực hiện quyền, nghĩa vụ dân sự theo họ, tên của mình đã được cơ quan nhà nước có thẩm quyền công nhận.
3. Việc sử dụng bí danh, bút danh không được gây thiệt hại đến quyền, lợi ích hợp pháp của người khác.

##### Cải chính họ, tên
Điều 27 trong bộ luật Dân sự 2005 liệt kê 7 trường hợp cho phép cá nhân có quyền thay đổi họ, tên.

##### Thay đổi tên chính
Trong lịch sử Việt Nam, tên chính của người Việt có thể thay đổi do một trong các nguyên nhân sau:
- Phạm húy vua: Phan Văn San do trùng tên húy vua Duy Tân (Nguyễn Phúc Vĩnh San) nên phải đổi thành Phan Bội Châu.
- Được vua đổi tên: vua có lệ ban tên chính (tứ danh) cho các quan được vua chiếu cố. Nguyễn Hễ (tiến sĩ cập đệ nhất danh khoa Giáp Tuất 1514) được vua Lê Tương Dực đổi tên là Nguyễn Đức Lượng; Nguyễn Văn Chương được vua Tự Đức đổi là Nguyễn Tri Phương.
- Một số người do thi hỏng nên đổi tên. Nguyễn Thắng thi hội hai lần không đỗ nên đổi thành Nguyễn Khuyến, Trần Duy Uyên thi hương hỏng nên đổi là Trần Tế Xương, rồi Trần Cao Xương và, cuối cùng, quay lại Trần Tế Xương.
- Tên xấu đổi thành tên đẹp.
- Trốn tránh không để chính quyền biết được nhân thân như:
  - Trốn lính: Một số người ở miền Nam Việt Nam trước 1975 đổi tên, đổi ngày tháng năm sinh để trốn lính.
  - Đổi tên để hoạt động cách mạng.
  - Trốn lệnh truy nã, trốn nợ, trốn vợ chồng, muốn rũ bỏ một quãng đời trước đó (thường kèm theo di chuyển nơi ở).

##### Thủ tục thay đổi tên
Do nhiều lý do mà người ta xin thay đổi tên như điều chỉnh nhân thân bố mẹ ruột, đổi lại khai sinh của anh em ruột trong trường hợp trót dùng để khai sụt tuổi trong thi đấu thể thao thành tích cao, hoặc thích đổi tên đẹp hơn tên cũ.

###### Thời phong kiến
Việc đăng ký tên được thực hiện tại mỗi làng xã qua lệ mỗi năm khai số hộ, đàn ông 18 tuổi gọi là hoàng nam, từ 20 tuổi trở lên gọi là đại nam để phục vụ việc thu thuế thân. Nếu là phụ nữ, phải cải trang thành nam thì mới có tên để đăng ký dự thi, trường hợp tiến sĩ Nguyễn Thị Duệ là một ví dụ. Bố bà vì tiếc tài con gái, cho cải trang thành nam  để đi học và đổi thành tên Nguyễn Du.
Từ khoa thi năm 1829 học trò ứng thi phải khai đủ tên họ, lý lịch ông bố ba đời trên mặt quyển, lời khai phải được lý trưởng chứng nhận. Những người có ông bố ba đời làm nghề xướng ca, hay can án trộm cắp, hoặc làm giặc đều không được đi thi, cho nên nhiều người muốn đi thi đành phải thay tên đổi họ. Thời nhà Lê có khi lý trưởng còn phải ra tận trường thi để nhận diện thí sinh, tránh những vụ nhờ người đi thi hộ. Nhiều người ở xa đến kỳ thi không kịp về nguyên quán để thi cũng phải khai gian nên năm 1832 lại có đạo dụ cấm không được đổi tên họ quê quán để đi thi.
Lệ năm 1831 định rằng họ tên, quê quán phải được duyệt xét cho tường tận, đích xác rồi quan Trấn mới đóng ấn triện vào, sau đó Học quan mới chuyển quyển thi vào trường.
Đó là những thông tin về việc thay đổi tên thời phong kiến được sử sách chép lại, và chưa thấy tài liệu nào đề cập đến thủ tục thay tên.

###### Thời hiện nay
Những cái tên gây nhầm lẫn, phiền toái, phản cảm, ảnh hưởng xấu đến cuộc sống tinh thần... làm cho người mang tên khó hòa nhập với cuộc sống, có thể xin đổi lại (theo điều 27 của bộ Luật Dân sự năm 2005) dù việc này có thể gặp rắc rối khi thay đổi cho đồng bộ các giấy tờ liên quan như sổ hộ khẩu, học bạ, chứng minh nhân dân, giấy tờ nhà đất, xe cộ...
Thẩm quyền đăng ký việc thay đổi họ, tên, chữ đệm; cải chính họ, tên, chữ đệm, ngày, tháng, năm sinh; xác định lại dân tộc đó được đăng ký trong bản chính giấy khai sinh là ủy ban nhân dân cấp tỉnh, nơi đăng ký hộ khẩu thường trú hoặc nơi đã đăng ký khai sinh của người có đơn yêu cầu.
Người xin thay đổi, cải chính hộ tịch phải nộp đơn (theo mẫu quy định) và xuất trình các giấy tờ sau đây: bản chính giấy khai sinh, sổ hộ khẩu gia đình (hoặc giấy đăng ký tạm trú có thời hạn hoặc giấy xác nhận cư trú của cơ quan công an) của người có đơn yêu cầu, chứng minh nhân dân.
Thời hạn giải quyết là 15 ngày, kể từ ngày nhận đủ hồ sơ hợp lệ.

## Các loại tên khác

### Danh hiệu vua chúa

#### Đế hiệu
Đế hiệu là tên triều đại của một vị vua được công bố trong ngày lễ đăng quang để minh chứng với thần dân trong nước vua là chủ tể, có mọi quyền hành trên thần dân và đất nước. Trong suốt thời gian trị vị vua chỉ có một đế hiệu. Tùy mỗi giai đoạn lịch sử Việt Nam, đế hiệu có thể do vua (tự) xưng (thời kỳ tự chủ) hoặc đế hiệu do vua Trung Quốc phong cho.
Năm 207 TCN, Triệu Đà đánh bại An Dương Vương, lập ra nước Nam Việt, xưng làm vua, đặt đế hiệu là Triệu Vũ Đế. Nhà hậu Lê: Từ Lê Nhân Tông tới Lê Tương Dực, vua Trung Quốc đều phong cho làm An Nam Quốc Vương. Nhà Tây Sơn: Quang Trung được phong là An Nam Quốc Vương. Nhà Nguyễn: vua Gia Long được phong là Việt Nam Quốc Vương.

#### Niên hiệu
Khi vua lên ngôi, thường chọn một tên đẹp đặt niên hiệu để tính năm trị vì của mình. Một vua có thể có một hoặc nhiều niên hiệu. Lý Nhân Tông là vua có đến 8 niên hiệu: Thái Ninh, Anh Võ Chiêu Thắng, Quảng Hữu, Hội Phong, Long Phù, Hội Tường Đại Khánh, Thiên Phù Duệ Võ và Thiên Phù Khánh Thọ; trong khi đó, các vua triều Nguyễn chỉ lấy một niên hiệu như Minh Mạng, Tự Đức...

#### Miếu hiệu
Miếu hiệu là tên vua đã chết được vua nối ngôi, hoặc đình thần đặt để viết trên bài vị hay trên các bài văn tế đọc trong các dịp giỗ chạp, truy tôn là Tổ, hoặc Tông. Miếu hiệu có từ nhà Thương (Trung Quốc), tại Việt Nam từ thời Lý mới lập miếu hiệu. Lý Công Uẩn có miếu hiệu là Lý Thái Tổ, Lý Phật Mã miếu hiệu là Lý Thái Tông... Quang Trung có miếu hiệu là Thái Tổ Võ hoàng đế. Thời Nguyễn, ba vua đầu có miếu hiệu là Thế Tổ (Gia Long), Thánh Tổ (Minh Mạng), Hiến Tổ (Thiệu Trị)...

#### Tôn hiệu
Tôn hiệu là tên vua được triều đình đặt trong những ngày đặc biệt như ngày lên ngôi hoàng đế, ngày thượng thọ ngũ tuần, lục tuần, ngày thắng trận trở về. Trong các dịp này, đình thần tổ chức buổi lễ mừng, đồng thời dâng lên vua một tôn hiệu để ca ngợi vua. Vua Lý Thái Tổ được cho là vị vua có tôn hiệu dài nhất Việt Nam: "Phụng Thiên Chí Lý Ứng Vận Tự Tại Thánh Minh Long Hiện Duệ Văn Anh Vũ Sùng Nhân Quảng Hiếu Thiên Hạ Thái Bình Khâm Minh Quảng Trạch Chương Minh Vạn Bang Hiển Ứng Phù Cảm Uy Chấn Phiên Man Duệ Mưu Thần Trợ Thánh Trị Tắc Thiên Đạo Chính Hoàng Đế".

#### Thánh thuỵ
Thánh thuỵ là tên thuỵ được các vua đời sau ghép thêm vào miếu hiệu nhằm tôn vinh các tiên vương: Thái Tổ Võ Hoàng Đế (Nguyễn Huệ); Thế Tổ Cao Hoàng Đế (Gia Long); Thánh Tổ Nhân Hoàng Đế (Minh Mạng)...

#### Tên húy và miếu húy
Tên húy là tên do bố mẹ vua đặt từ nhỏ, sau khi trưởng thành thường được gọi thay bằng tên khác và "kiêng" không nhắc đến và không ai được nhắc đến, khi sử dụng (nói-viết) phải làm sao chệch đi. Người có tên trùng tên húy phải đổi. Luật Gia Long định rằng: "Kẻ nào, trong một bản viết hay trình cho vua, nếu dùng một tiếng trùng tên vua hay tên một hoàng khảo sẽ bị phạt 80 trượng. Nếu mắc lỗi ấy trong những giấy tờ khác sẽ phạt 40 trượng".
Vì kiêng húy, nên trong tiếng Việt, một số từ bị nói và viết chệch đi như: cây cảnh thành cây kiểng (húy hoàng tử Cảnh), hằng ngày thành thường ngày (húy bà Từ Dụ Phạm Thị Hằng), hoa thành huê, tùng thành tòng; một số chữ trong tên người cũng bị đổi chệch đi như Chu thành Châu (húy chúa Nguyễn Phúc Chu), Hoàng thành Huỳnh (húy chúa Nguyễn Hoàng), Phúc thành Phước (kị chữ Phúc trong tên nhiều chúa Nguyễn)...
Miếu húy là tên húy của vua vừa băng hà.

### Danh hiệu quan lại
Xem thêm bài Quan chế nhà Nguyễn và bài Danh sách tên chức quan lại Việt Nam thời phong kiến

#### Tên tước
Tên tước là tên của vua ban cho những người trong hoàng tộc, quan lại, hay người có công. Quyền phong tước là đặc quyền của vua và những người được phong tước coi đó là một ân điển, tước là tôn hiệu danh dự, không hàm ý trách nhiệm và quyền hành.
Tước hiệu có nguồn gốc từ Trung Hoa vào đời nhà Thương lúc đầu là tôn xưng, sau đó phát triển thành "tước". Ban đầu, chỉ phong cho hoàng tộc, sau đó mở rộng ra cho cả đại thần.
Thời Lý ban tước lấy tước Vương, Công làm đầu. Vua Lê Thánh Tông định quan chế các tước có: Vương, Công, Hầu, Bá, Tử, Nam. Quy chế văn võ rõ ràng, từ sau đó các đời noi theo. ví dụ Chiêm thành cửa ải đại vương Nguyễn Danh Minh.

#### Thụy hiệu
Vua có quy chế về việc phong thụy hiệu cho các giai phẩm khác nhau. Mỗi phẩm khi chết sẽ được ban thụy hiệu. Từ Chánh lục phẩm trở xuống có chữ "Sắc thụ", từ Tòng ngũ phẩm trở lên có chữ "Cáo thụ". Cáo thụ được sắc phong kèm theo bài chế cáo, có trục cuộn tờ sắc. Sắc thụ như cáo thụ nhưng không có bài chế cáo.

### Danh hiệu nho sĩ

#### Tên tự
Tên tự, hay tên chữ, vì người đặt thường lấy chữ của một câu trong sách cổ có ý nghĩa liên quan đến tên húy hay chứa đựng tên húy, nguyên chỉ dành cho con trai đến tuổi đội mũ (20 tuổi) và tên này chỉ những nhà có học sách Thánh Hiền hay nhà khá giả đặt.
Ví dụ Nguyễn Sinh Cung có tên tự là Tất Thành, Nguyễn Bỉnh Khiêm có tên tự là Hanh Phủ do câu trong Kinh Dịch, quẻ Khiêm: Khiêm Hanh, quân tử hữu chung...; Nguyễn Công Trứ tự Tồn Chất nghĩa là "giữ gìn (tồn) cái vốn có ở bên trong (chất) để mình luôn sáng tỏ (trứ)".
Theo Hán Việt từ điển của Thiều Chửu, 
Tên tự. Kinh Lễ định con trai hai mươi tuổi làm lễ đội mũ rồi mới đặt tên. Như: con đức Khổng Tử tên là Lý (鯉), tên tự là Bá Ngư (伯魚).
Con gái nhận lời gả chồng mới cài trâm và đặt tên tự, cho nên nhận lời gả chồng cũng gọi là tự nhân (字人).

#### Tên hiệu
Tên hiệu là tên vốn đặt ra để gọi nhà ở, chỗ ở, nơi đọc sách viết văn và đôi khi để thể hiện tâm chí cá nhân. Tên hiệu thường dùng một trong các từ "trai" (nhà sách); "hiên" (mái nhà); "am" (nhà nhỏ); "đường" (nhà lớn).
Ví dụ một số nhân vật có tên hiệu như: Nguyễn Trãi hiệu Ức Trai; Nguyễn Công Trứ hiệu Ngộ Trai; Cao Bá Quát hiệu Cúc Đường.
Người ta còn thêm các từ như "thị", "tử" và "lang" kèm theo tên hiệu như Phan Quốc Quang là Thượng Tân Thị, Ưng Bình là Thúc Dạ Thi.

#### Biệt hiệu
Biệt hiệu là tên hiệu nói lên một đặc điểm riêng nào đó của một người, chỉ một số ít nho sĩ đặt biệt hiệu sau khi đặt tên tự và tên hiệu, nho sĩ thường hay dùng địa danh để làm biệt hiệu. Nguyễn Thiếp biệt hiệu La Sơn Phu tử (ông thầy ở huyện La Sơn); Nguyễn Du biệt hiệu Hồng Sơn Liệp hộ (người thợ săn ở núi Hồng Lĩnh); Phạm Quý Thích biệt hiệu Thảo Đường cư sĩ (cư sĩ ẩn mình trong nhà cỏ).

#### Tên tặng
Tên tặng là tên do vua hoặc người đứng đầu quốc gia ban tặng cho người có tài đức khi còn sống. Mãn Giác thiền sư được Lý Nhân Tông và hoàng hậu yêu mến nên đặt cho tên Hoài Tín; tu sĩ Đồng Kim Cương được vua Trần Nhân Tông ban tặng tên hiệu Thiện Lai, sau đổi thành Pháp Loa; Trần Đại Nghĩa là tên do Hồ Chí Minh tặng cho Phạm Quang Lễ.

#### Tên thụy
Tên thụy của nho sĩ do những người còn sống đặt cho một người đã qua đời, đôi khi có người còn sống tự đặt cho mình và có hai loại: công thụy và tự thụy. Công thụy là do vua đặt và tư thụy là do con cháu, bà con, bạn bè, môn đệ đặt cho. Tên thụy thường nhằm để ca tụng tài đức của người quá cố nên còn được gọi là "tên tụng" hay "tụng hiệu", gần giống với "tôn hiệu" và để biểu thị sự tôn kính. Chu Văn An được vua Trần Nghệ Tông đặt cho thụy là Văn Trinh và được học trò tôn hiệu là Tuyết Giang Phu tử.

### Danh hiệu của văn nghệ sĩ

#### Bút danh
Bút danh hay bút hiệu là danh hiệu của những người cầm bút như: nhà văn, nhà thơ, nhà báo, nhà nghiên cứu, nhạc sĩ, họa sĩ... để thay cho tên chính, hoặc đi kèm với tên chính để xác nhận tác quyền trên những tác phẩm văn chương, nghệ thuật..., đồng thời để biểu lộ một mục đích hay lý tưởng nào đó. Một số người lại dùng bút hiệu để che giấu tên thật, có thể che giấu hẳn và che giấu một phần.
Nhà văn Phạm Quỳnh có các bút hiệu khác nhau là Lương Ngọc, Hồng Nhân, Thượng Chi; lấy bút hiệu Lương Ngọc vì nguyên quán của ông ở làng Lương Ngọc, huyện Bình Giang, tỉnh Hải Dương. Nhà thơ Nguyễn Trọng Trí lần lượt lấy các bút hiệu Minh Duệ Thị, Phong Trần, Lệ Thanh, Hàn Mạc Tử và sau cùng là Hàn Mặc Tử; riêng bút hiệu Lệ Thanh là do hai chữ đầu của sinh quán Lệ Mỹ và chánh quán Thanh Tân ghép lại.

#### Nghệ danh
Nghệ danh là danh hiệu của các diễn viên sân khấu, điện ảnh, ca sĩ, nhạc công, nghệ nhân...
Nghệ danh trong cải lương thường lấy những chữ mộc mạc như: Sáu Lầu, Tám Chí, Chín Đình, Năm Phỉ, Phùng Há, Ba Vân, Sáu Hẩu, Tư Đàn Cò, Ngọc Giàu, Ngọc Nuôi, Út Trà Ôn, Út Bạch Lan, Minh Phụng, Thanh Kim Huệ, Thanh Thanh Hoa, Hùng Cường, Thành Được, Thanh Sang, Ngọc Hương... Nguyên nhân sự mộc mạc này là vì ngành cải lương xuất phát từ đồng quê miền Nam và theo phong tục ở đây, dân chúng thường gọi một người nào đó bằng tên thứ tự trong gia đình và tên chính.

#### Xước danh hay hài danh
Xước danh hay hài danh là những bút danh mang tính hài hước của một số văn nghệ sĩ. Vương Hồng Sển lấy xước danh là "Anh Vương" (vua nước Anh); Giản Chi lấy xước danh "Bồng Tùng Lang" (đầu tóc bù xù); Lục Văn Phu có xước danh "Phù Thăng" (thằng phu).

### Danh hiệu của một số tôn giáo
Tên khai sinh của các tu sĩ Phật giáo không được dùng trong việc xưng hô hàng ngày mà chỉ được dùng trong giấy tờ hành chính và được gọi là "tục danh". Tên khai sinh các tu sĩ Công giáo vẫn được sử dụng hàng ngày và thường được gọi là "tên dân sự".

#### Phật giáo
Ngoài tên chính, khi tu hành, Phật giáo Bắc Tông thường có danh hiệu: pháp danh, pháp tự, pháp hiệu và đạo hiệu. Nhưng những người theo Phật giáo Nam Tông thì pháp danh không quan trọng, cư sĩ và giáo sĩ cấp sa-di vẫn giữ nguyên tục danh. Pháp danh của các tu sĩ Phật giáo Nam Tông là tiếng Pāli, được phiên âm ra Hán-Việt nhưng giữ nghĩa trong tiếng Pāli.
- Pháp danh: là danh hiệu do nhà sư đặt cho người xin quy y (tín đồ) hoặc một người xuất gia tu học (tu sĩ). Pháp danh thường đặt khi thọ giới nên còn gọi là giới danh. Một số nhà sư đặt ra các bài kệ để dùng đặt pháp danh cho các thế hệ đệ tử của mình.
- Pháp tự: ngoài pháp danh, tu sĩ khi thọ giới sa-di thường được thầy đặt cho tên khác để sử dụng hàng ngày gọi là pháp tự. Pháp tự mang ý nghĩa là người đệ tử theo tôn chỉ và nối dòng pháp chính thống của thầy.
- Pháp hiệu: khi đệ tử thọ giới Tỳ kheo hay đắc pháp thầy dựa theo đức hạnh hay trí tuệ của người ấy đạt được để ban cho pháp hiệu. Pháp hiệu cũng là tên thụy dùng để đặt cho những tu sĩ có công đức và phẩm hạnh khi viên tịch.
- Đạo hiệu: phái Thiền Tông ngoài pháp danh còn có đạo hiệu để biểu thị một đức tính hay một sự giác ngộ mà người ấy chứng đắc, thường lấy tên tu viện hay ngôi chùa vị ấy đang hành đạo để đặt tên nhằm tỏ lòng tôn trọng với những vị có đạo đức khả kính.[26]

#### Công giáo
Những người Công giáo Việt Nam có một tên thánh được đặt khi nhận phép rửa tội. Tên thánh còn được gọi là tên bổn mạng (vì lấy theo thánh bổn mạng của người đó). Bố mẹ, người đỡ đầu và linh mục sở tại thường chọn các thánh thời Chúa Giêsu như Phêrô, Phaolô, Gioan, Maria, Anna... để làm tên thánh. Trong nội bộ tôn giáo, người Công giáo Việt Nam thường dùng tên thánh bổn mạng kèm với họ và tên dân sự trong các dịp như: lễ cưới, lễ cầu hồn và dùng tên thánh để xưng hô với các vị chức sắc như nữ tu, thầy dòng, linh mục, giám mục, hồng y (theo tục húy kỵ). Bên cạnh ngày sinh nhật, những người mộ đạo còn mừng thêm ngày lễ thánh bổn mạng của mình nữa.

#### Cao Đài giáo
Cao Đài giáo chia làm ba phái: Phật giáo, Lão giáo và Nho giáo (được gọi tắt là Phật, Tiên, Thánh):
- Phái Phật mang tên Thái chức sắc mặc đạo phục màu vàng gọi là Thái Thanh.
- Phái Tiên mang tên Thượng, chức sắc mặc đạo phục màu xanh gọi là Thượng Thanh.
- Phái Thánh mang tên Ngọc, chức sắc mặc đạo phục màu đỏ gọi là Ngọc Thanh

Tên vị chức sắc Cao Đài Giáo sẽ có dạng: Tên phái + thế danh + tịch đạo.

### Tên của người dân thường

#### Tên tục
Tên tục là tên do bố mẹ đặt lúc mới sinh, chỉ gọi lúc còn bé, thường dùng từ Nôm và thường xấu xí. Sở dĩ gọi là tên tục vì dùng các từ có ý nghĩa tục tằn như bộ phận sinh dục (Hĩm, Thẹp, Bùi...), hay là tên loài vật (Cu, Cò, Cún...), hay các từ có nghĩa xấu (Đẹt, Còm, Đực...),hay tên nước ngoài (Fuji, Kun, Jane...). Việc đặt tên tục là có thể do một trong những nguyên nhân:
- Tránh phạm húy những người có vai vế ở địa phương.
- Do hiếm muộn hoặc khó nuôi nên đặt tên xấu để tránh sự "bắt đi của thần thánh hay ma quỷ." [28]
- Một số người tỏ trìu mến, gọi như thế mới thân mật...

Tại nhiều vùng ở Thanh Hóa, người ta gọi vợ chồng nào đó là anh cò, chị cò nếu họ sinh con trai đầu lòng và gọi là anh hĩm, chị hĩm nếu họ sinh con gái đầu lòng.

#### Tên tộc
Ở một số địa phương tên tộc là tên gần nghĩa với tên tục. Tên tộc là tên chính của người bố hoặc mẹ, ví dụ ông A đẻ con trai B, người ta gọi B là "thằng cu A" với nghĩa "thằng con trai ông A", nhưng khi B lớn lên thì người ta không dám gọi tên đó nữa vì sợ xúc phạm mà gọi A là "cụ B" với nghĩa "cụ là bố của B".

#### Nhũ danh
Nhũ nghĩa là sữa. Gọi là nhũ danh vì tên này là tên lúc còn trẻ, còn có sữa cho con bú bất kể phái tính. Tuy nhiên theo cách dùng của người Việt ngày nay thì nhũ danh là họ tên thật của người vợ bên cạnh cách gọi theo họ tên chồng. Ví dụ: Bà Ngô Bá Thành, nhũ danh Phạm Thị Thanh Vân. Tục lệ này sai với ý nghĩa nguyên thủy của nhũ danh.

#### Tên khai sinh
Tên khai sinh là tên họ được ghi trong giấy khai sinh và trong sổ bộ nhà nước. Tên này được xem là tên chính, tên thật, được đặt từ nhỏ nhưng đôi khi cũng là họ tên mới sửa khi đã lớn.

#### Tên thường dùng
Tên thường dùng là tên chính nhưng cũng có thể là một tên khác mà mọi người trong gia đình và xã hội gọi hàng ngày.

#### Tên cúng cơm
Tên cúng cơm, hay tên hèm, là tên vốn có (tên chính), phân biệt với các tên đã đặt thêm khi còn sống để khấn khi cúng giỗ.

### Các tên bí mật
Bí danh, bí số, mật danh, nguỵ danh khi được mọi người biết đến thì không còn là tên theo đúng nghĩa của nó.

#### Bí danh, bí số
Bí danh là tên dùng thay cho tên thật để giữ bí mật được các nhà hoạt động cách mạng hay đảng viên các đảng phái chính trị thường dùng: Mười Cúc (Nguyễn Văn Linh); Sáu Dân (Võ Văn Kiệt), Vũ Long (Đặng Thanh).
Bí số là những số bí mật để thay thế họ tên mà những nhà tình báo thường được đặt. Bí số thường đi kèm chữ cái ở trước như: X.30, Z 007.

#### Mật danh
Mật danh là danh xưng để giữ bí mật họ tên thật của một người trong một khoảng thoài gian nào đó và do chính người mang tự đặt để ghi trên tác phẩm tránh sự theo dõi, bắt bớ của nhà cầm quyền: Anh Thọ là mật danh của Văn Cao khi ông viết bản Tiến quân ca; A. Pazzi là mật danh của Vũ Hạnh khi ông viết cuốn Người Việt cao quý.

#### Ngụy danh
Ngụy danh là tên giả. Có thể do tội phạm đặt ra, khác với họ tên thật để trốn tránh luật pháp. Đôi khi những bút danh cũng có thể xem là ngụy danh khi văn nghệ sĩ cố tình không muốn cho người đọc biết tác phẩm của mình vì nhiều lý do khác nhau.

### Biệt hiệu
Biệt danh, hay biệt hiệu, là tên thường do một hoặc nhiều người khác đặt cho, được nhiều người gọi theo hoặc công nhận. Biệt danh thường được gắn liền với một khả năng, tính cách, phong thái, hành động gây ấn tượng, mang tính so sánh của một người nào đó. Biệt danh đặt thêm vào tên chính hoặc thay thế cho tên chính của một người để bày tỏ sự ngưỡng mộ, hoặc chế diễu đùa cợt hay để phân biệt những cá nhân trong cộng đồng.
- Biệt hiệu tỏ lòng ngưỡng mộ: Trạng nguyên Nguyễn Giản Thanh quê ở làng Ông Mặc, tục gọi làng Me, nên dân chúng gọi ông là Trạng Me; Nguyễn Khuyến đỗ đầu ba kỳ thi Hương, Hội, Đình và sinh quán ở làng Yên Đổ nên dân chúng gọi ông bằng biệt hiệu Tam Nguyên Yên Đổ.
- Biệt hiệu đùa cợt thường khai thác khía cạnh khiếm khuyết nơi cơ thể: Tiến Gầy, Chương Còm, Tấn Mập, Hoa Rỗ, Ba Sứt Môi, Tư Trọc, Lũng Đầu Bò, Dũng Què...

### Tên rừng
Tên rừng là tên gọi đặc biệt chỉ dành riêng cho huynh trưởng và tráng sinh của Hướng đạo Việt Nam sau khi đã tham gia vào một trò chơi đặt tên rừng và được Hội đồng Rừng duyệt xét để chọn tên rừng cho cá nhân đó. Tên rừng luôn bao gồm tên một con vật sống trong rừng và đi kèm theo sau bởi tính từ chỉ đặc tính cá nhân của Hướng đạo sinh hay huynh trưởng đó như: Hổ Sứt (Hoàng Đạo Thúy), Sếu Siêng năng (Trần Văn Khắc), Bò Lém, Sói Trầm lặng, Sói Cười, Ngựa Chịu khó, Voi Hoạt bát, Sơn ca Phiêu lưu, Lạc Đà Đa Sự, Ó Điềm Đạm...

### Hỗn danh
Thời gian gần đây, người Việt dùng Internet nên cần có những cái tên hiệu riêng (nick name) để liên lạc, trao đổi thông tin và kinh doanh. Có thể một người dùng hàng loạt các tên hiệu khác nhau. Các tên loại này gọi là hỗn danh.

## Xưng hô tên của người Việt
Cách xưng hô cho tên của người Việt thay đổi theo các tầng lớp trong xã hội, ngoài ra thay đổi theo tuổi tác, giới tính... Ngày nay, người Việt hay dùng tên đơn âm ở cuối để xưng hô, gọi, giao tiếp và rất ít dùng họ (trừ những người đặc biệt có tầm ảnh hưởng rất lớn tới chính trị, kinh tế - xã hội Việt Nam như Hồ Chí Minh - "Bác Hồ").
Những năm gần đây, đặc biệt là trên truyền hình, để tránh "cộc lốc", người Việt không dùng tên đơn âm ở cuối mà dùng đầy đủ họ và tên (bỏ chữ "Thị" nếu có) hoặc tên đệm đi cùng tên chính hoặc tên chính đa âm (thường là hai âm cuối) để xưng hô. Ví dụ, nếu MC tên đầy đủ là "Nguyễn Thị Lan", sẽ phát biểu là: Tôi là Nguyễn Lan, rất hân hạnh được gặp lại quý vị và các bạn trong chương trình...; còn nếu  nếu MC tên đầy đủ là "Nguyễn Thị Lan Hương", sẽ phát biểu là: Tôi là Nguyễn Lan Hương / Lan Hương, rất hân hạnh được gặp lại quý vị và các bạn trong chương trình...

### Đối với vua chúa

#### Đối với vua
- Gọi bằng họ và miếu hiệu: Lý Thái Tổ, Lê Thánh Tông (có trường hợp đặc biệt như vua Lê Đại Hành, trong đó "Đại Hành" không phải là miếu hiệu mà là từ thường dùng để xưng hoàng đế mới băng hà, song vì vua kế vị là Lê Long Đĩnh không đặt thụy hiệu, miếu hiệu nên "Đại Hành" trở thành hiệu của vua Lê Hoàn luôn).
- Gọi bằng họ kèm niên hiệu: Trần Trùng Quang, Lê Chiêu Thống,...
- Gọi bằng niên hiệu: Quang Trung, Gia Long, Tự Đức hoặc thêm từ "vua" vào trước trở thành: vua Quang Trung, vua Gia Long, vua Tự Đức...
- Gọi bằng thụy hiệu: Lý Chiêu Hoàng, Trần Giản Định,...
- Gọi bằng tên chính thức (cách gọi phổ biến): Hồ Quý Ly, Mạc Đăng Dung,...

#### Đối với chúa
- Gọi bằng tên tước và tên chính: Võ Vương Nguyễn Phúc Khoát, Định Vương Nguyễn Phúc Thuần, có trường hợp chỉ cần gọi tước như "Hiền Vương" (Nguyễn Phúc Tần).
- Dùng từ "chúa" và tên thường gọi: Chúa Sãi, Chúa Hiền...
- Gọi bằng tên chính thức: Nguyễn Hoàng, Trịnh Sâm...
- Gọi bằng họ kèm chữ "Vương": Nguyễn Vương (chỉ Nguyễn Phúc Ánh trong giai đoạn trước khi lên ngôi).

### Đối với nho sĩ, quan lại

#### Nho sĩ
- Dùng tự, hiệu và thêm từ "tiên sinh": Băng Hồ tiên sinh (Trần Nguyên Đán); Tố Như tiên sinh (Nguyễn Du)...
- Dùng biệt hiệu: La Sơn Phu tử (Nguyễn Thiếp)
- Dùng tên chức vụ và tên quê: Uy Viễn tướng công (Nguyễn Công Trứ)
- Dùng từ chỉ học vị và tên quê: Trạng Bùng (Phùng Khắc Khoan), Tam nguyên Yên Đổ (Nguyễn Khuyến)...
- Dùng từ chỉ học vị và phẩm hàm: Trạng Trình (Nguyễn Bỉnh Khiêm)
- Dùng từ chỉ học vị và tên chính: Nghè Tân, Tú Xương, Đồ Chiểu, Thủ khoa Huân...
- Dùng chức vụ và nơi làm việc của chồng: Bà Huyện Thanh Quan.

#### Quan lại
- Dùng chức vụ và tên chính: Nghị Quế, Hương Điểm, Xã Tài, Đề Thám,..
- Dùng phẩm hàm và tên chính: Thiên hộ Dương, Bá Nọn...
- Chỉ gọi chức vụ: Binh, Cai, Đội, Lý (lý trưởng), Bạ (chưởng bạ), Tham (tham tá)...
- Chỉ gọi phẩm hàm: Ôn Như Hầu, Thiếu (thái tử thiếu bảo), Hường (hồng lô tự khanh), Cửu (cửu phẩm), Bát (bát phẩm)...

### Đối với lãnh tụ, trí thức

#### Đối với lãnh tụ
- Dùng từ xưng hô và họ: Cụ Phan (Phan Bội Châu); Cụ Huỳnh (Huỳnh Thúc Kháng)..., trong một vài trường hợp, từ xưng hô lại trở thành danh từ riêng như từ "Bác": Bác Hồ; Bác Tôn...
- Dùng họ và phẩm hàm: Trần Hưng Đạo
- Dùng họ kết hợp chức vụ: Hồ Chủ tịch, Ngô Tổng thống (Ngô Đình Diệm)...
- Cách phổ biến hơn là dùng danh từ chỉ chức vụ hoặc quân hàm và họ tên đầy đủ: Chủ tịch Tôn Đức Thắng, Thủ tướng Phạm Văn Đồng, Đại tướng Võ Nguyên Giáp...

#### Đối với trí thức
- Dùng học hàm, học vị và tên chính: Giáo sư Cẩn, Tiến sĩ Dương, Kỹ sư Hòa, Bác sĩ Long...
- Dùng học hàm, học vị và họ tên: Phó giáo sư Nguyễn Nguyên Trứ, Giáo sư Tiến sĩ Trần Kim Thạch...
- Có khi dùng họ và từ "quân" để gọi: Lê quân, Phạm quân... (cách gọi này ngày nay hiếm gặp).
- Một số phụ nữ được gọi theo tên chồng: Bà Ngô Bá Thành, Bà Nguyễn Phước Đại...

### Đối với văn nghệ sĩ
- Dùng tự, hiệu hoặc bút danh và họ tên đầy đủ: Ưu Thiên Bùi Kỷ, Thuần Phong Ngô Văn Phát...
- Đơn giản chỉ dùng bút danh, nghệ danh: Đông Hồ, Út Trà Ôn...
- Dùng từ chỉ ngành nghề và bút danh, nghệ danh: Nhà thơ Tố Hữu, nghệ sĩ Kim Cương, ca sĩ Hồng Vân...
- Dùng họ và tự, hiệu: Nguyễn Tố Như, Lê Thọ Xuân...
- Dùng biệt hiệu, biệt danh, nghệ danh, nickname: Bà Tưng, Ưng Hoàng Phúc, Nhất Thiên Bảo...

### Đối vớitu sĩ

#### Phật giáo
- Dùng từ chỉ chức vụ và pháp tự, pháp hiệu: Ni sư Trí Hải, Đại đức Thích Tuệ Nghiêm, Thượng toạ Thích Tuệ Sĩ, Hòa thượng Thích Đức Nhuận...

#### Công giáo
- Dùng từ chỉ chức vụ và họ tên thật: Linh mục Võ Thành Trinh, Hồng y Trịnh Văn Căn...
- Dùng từ chỉ chức vụ, tên thánh và họ tên thật: Tổng giám mục Phaolô Nguyễn Văn Bình...
- Đơn giản dùng từ chỉ chức vụ và tên chính: Cha Trinh, Giám mục Bình...
- Đơn giản dùng từ chỉ chức vụ và tên thánh: Cha Phan-xi-cô,Cha Giu-se...

#### Cao Đài giáo
- Dùng từ để chỉ chức vụ, Thánh danh: Đầu sư Thái Bộ Thanh, Đầu sư Thượng Sáng Thanh, Đầu sư Ngọc Nhượn Thanh, Nữ Đầu sư Hương Thanh, Nữ Đầu sư Hương Hiếu...

#### Tin lành
- Dùng từ chỉ chức vụ và tên các vĩ nhân (Cựu Ước): Mục sư Isaac,Truyền Đạo Daniel...
- Dùng từ chỉ chức vụ và tên thật: Mục sư Phạm Đình Nhẫn
- Đơn giản dùng từ chỉ chức vụ và tên: Mục sư Nhẫn

### Gọi theo họ tên
- Dùng tên chính: Ngọc, Lan, Mai, Hoa... áp dụng khi người lớn tuổi gọi người nhỏ tuổi hơn (như bố mẹ gọi con, cô chú gọi cháu, thầy cô giáo gọi học sinh...) hoặc giữa những người có quan hệ gần gũi thân thiết với nhau.
- Dùng tên chính sau một từ xưng hô: anh Hoa, chị Mai, cô Thắm, cụ Tâm (người có vai vế thấp gọi người có vai vế cao hơn hoặc người nhỏ tuổi gọi người lớn tuổi hơn buộc phải gọi theo hình thức này) hay thằng Minh, con Liễu... (người lớn tuổi gọi người nhỏ tuổi hơn).
- Dùng tên chính và thêm những từ ni những nhân vật lịch sử: Phan Đình Phùng, Tống Duy Tân...

#### Gọi theo ngôi thứ
- Dùng từ xưng hô và thứ bậc (trong gia đình của người mang tên): anh Cả, thằng Hai, chị Ba, con Bảy, dượng Mười... như Cả Đỏ (Nguyễn Lương Bằng), Bảy Cường (Phạm Hùng), Sáu Dân (Võ Văn Kiệt). Đặc biệt, người miền Nam (chỉ người miền Nam) gọi con trưởng là "Hai", gọi con thứ nhì là "Ba"...
- Dùng thứ bậc và tên chính: Ba Khiết, Tư Hồng...
- Dùng từ xưng hô, thứ bậc và tên chính: anh Tư Rô, bác Cả Hồng...

#### Gọi kèm tên vợ hoặc chồng
- Út Tịch là tên của bà Nguyễn Thị Út, có chồng tên là Tịch.
- Vợ chồng xưng hô: anh-em, mình-tôi, ông xã-bà xã, mẹ nó-bố nó...

##### Gọi theo tên chồng
Đối với một số vùng nông thôn ở miền Bắc, người ta thường gọi vợ một người nào đó theo tên của chồng. Chẳng hạn chồng là A vợ là B nhưng người ta gọi B là "bà A". Cách gọi này thông dụng đến nỗi có khi những ai con cháu của bà B cũng không biết được tên thật của bà B.
Tuy nhiên, phụ nữ Việt Nam khi kết hôn vẫn giữ và dùng tên họ riêng theo khai sinh mà không đổi theo tên họ nhà người chồng.

#### Gọi theo tên con
- Ở miền Nam Việt Nam người ta thường gọi gắn tên con đầu lòng theo kiểu: "danh từ xưng hô + từ chỉ thứ bậc + tên chính con đầu lòng": chị Hai Tùng, anh Ba Hiển...[cần dẫn nguồn]
- Ở nhiều vùng thuộc tỉnh Thanh Hoá, những người đã lên chức ông bà (hoặc đã già) cũng được gọi gắn tên con đầu lòng nhưng không kèm từ chỉ thứ bậc. Ví dụ ông Dương, bà Dương là tên thường gọi của bố và mẹ anh Dương. Nhưng khi đã qua đời thì không được gọi theo tên con nữa mà gọi theo tên khai sinh, còn gọi là "tên cúng cơm".
- Ở nông thôn miền Bắc Việt Nam bố, mẹ thường gọi nhau theo tên hoặc tên tục của con: bố thằng A, mẹ cái B, bố cái Đĩ, bu con Cún... Cách gọi này không áp dụng đối con cái hoặc với người ngoài gia đình.

### Thuật ngữ công tác
Ở Việt Nam, thuật ngữ xưng hô gọi nhau bằng đồng chí cũng khá phổ biến do ảnh hưởng từ Liên Xô và các nước xã hội chủ nghĩa, nhất là miền Bắc và Bắc Trung Bộ. Người ta thường gọi nhau khi làm việc bằng từ Đồng chí + Tên gọi, ví dụ như: đồng chí Nam, đồng chí An, đồng chí công an... mặc dù người được gọi là đồng chí không nhất thiết phải là Đảng viên Đảng Cộng sản Việt Nam.

### Xưng hô khuyết danh
Trong giao tiếp hằng ngày, nếu không cần thiết, người Việt thường xưng hô khuyết danh với nhau (chỉ gồm đại từ nhân xưng, không tên gọi). Trong nhiều ngôn ngữ khác, tiếng Anh chẳng hạn, đại từ nhân xưng không minh định vị trí và địa vị của từng cá nhân, nhưng áp dụng trong mọi trường hợp; nhưng Tiếng Việt là một trong những ngôn ngữ có lượng đại từ nhân xưng vô cùng nhiều, làm cho cách xưng hô này trở nên phức tạp. Tuy nhiên, điều này lại đóng góp tích cực vào việc duy trì đạo đức, trật tự của gia đình và xã hội, là đặc trưng riêng cho ngôn ngữ. 
Ví dụ: người mẹ nói chuyện với con gái mình thì tự xưng là u (cách dùng cũ ở một phần miền Bắc), mẹ (ở miền Bắc, Bắc Trung Bộ, một phần nhỏ Nam Trung Bộ), má (ở miền Nam), hay một từ tương tự nào đó và gọi con gái mình bằng con... Người nói và người nghe đều xác định được vị trí đích thực của mình không thể nhầm lẫn được.
Ví dụ:
| Trạng thái     | Ngôi thứ nhất    | Ngôi thứ nhất                      | Ngôi thứ hai   | Ngôi thứ hai                             | Ngôi thứ ba              | Ngôi thứ ba               |
| Trạng thái     | Số ít            | Số nhiều                           | Số ít          | Số nhiều                                 | Số ít                    | Số nhiều                  |
| -------------- | ---------------- | ---------------------------------- | -------------- | ---------------------------------------- | ------------------------ | ------------------------- |
| Trung hòa      | tôi              | chúng tôi                          | bạn            | các bạn                                  | người đó                 | họ, những người đó        |
| Có cảm tình    | con, cháu, em... | chúng con, chúng cháu, chúng em... | mẹ, bà, anh... | các chị, các anh...                      | ông ấy, cô ấy, anh ấy... | các anh ấy, các bác ấy... |
| Không cảm tình | tao              | bọn tao, chúng tao...              | mày, mi...     | chúng bay, chúng mày, bọn mày, bọn mi... | hắn, nó, y...            | bọn nó, bọn hắn, lũ...    |

## Tên người dân tộc thiểu số
Xem thêm Bức tranh văn hóa các dân tộc Việt Nam Lưu trữ ngày 5 tháng 10 năm 2007 tại Wayback Machine để biết về một số tục lệ đặt tên của người dân tộc thiểu số.
Đất nước Việt Nam có 54 dân tộc anh em chung sống với nhau qua hàng ngàn năm dựng nước và giữ nước. Trong đó có hai dân tộc sống ở rẽo cao tỉnh Quảng Trị - những người Vân Kiều, Pa Cô - được vinh dự mang họ Hồ - họ của Chủ tịch Hồ Chí Minh.
Người dân tộc thiểu số ở vùng cao đặt tên tương đối đơn giản là tên cầm thú, cây cỏ hay các vật dụng trong gia đình. Các dân tộc ở đồng bằng chịu ảnh hưởng cách đặt tên của người Kinh
Thời hạn đặt tên cho con của một số dân tộc thiểu số quy định không giống nhau: người Hà Nhì (nhóm Hà Nhì Đen) đặt tên ngay hôm sinh, nhóm Cà Chồ đặt vào ngày hôm sau, nhóm Hà Nhì La Mí sau 3 hôm mới đặt tên. Người Si La quy định 2-3 ngày, người Pu Nà đúng 3 ngày sau, người Brâu từ 3-5 ngày, người Mạ 8 ngày, người Cờ Lao đặt tên con khi đầy tháng, người Dáy lấy ngày đầu tháng để đặt tên con, người Sán Dìu sau 45 ngày mới đặt tên tục và đến khi con trưởng thành mới đặt tên chính thức...
Về nghi lễ cho việc đặt tên của mỗi dân tộc mỗi khác. Người Pu Nà làm lễ để xin tên của mụ; người Mạ làm lễ cúng thần ăn mừng long trọng để đặt tên; người Dáy trong lễ phải cúng "hoa nương thần" (thần trông coi đứa trẻ) và sau đó cạo trọc đầu đứa trẻ, sau đó bố mẹ tự đặt tên. Người Sila thường mời một bà già trong bản đến đặt tên để mong con sống lâu; người Pà Thẻn đặt tên con nhờ thầy cúng chọn ngầu nhiên trong những tên đã soạn trước trên những tờ giấy; người Brâu trong buổi lễ đặt tên, bà mụ vườn nghĩ ra một cái tên, khấn vái thần linh sau đó rót rượu uống, nếu thấy ngon miệng thì tên đứa trẻ được ấn định, nếu không phải làm lại từ đầu...
Người Xtiêng có lễ đặt tên cho thành viên mới là một nghi lễ quan trọng, lễ thường được tiến hành khi trẻ được 2 đến 3 tháng tuổi: Gia chủ chuẩn bị một con lợn, một con gà trống, một chén rượu cần, một kỷ vật cho bé, sau đó gia chủ mời già làng đến làm Chủ lễ .
Hiện nay, các dân tộc thiểu số ở Vĩnh Phúc tuy không có chữ viết riêng nhưng vẫn có ngôn ngữ riêng gọi là "tiếng trong", tức là tiếng nội bộ trong dân tộc. Khi đặt tên con, người ta cũng lấy tên tiếng Việt, không hề ghi thêm tên dân tộc mình vào giấy khai sinh như trước đây  Lưu trữ ngày 9 tháng 11 năm 2007 tại Wayback Machine.
Người Ra Glai ở xã Phan Dũng, huyện Tuy Phong, Bình Thuận có tục: sau khi đứa bé chào đời, mẹ bố tiến hành nghi lễ Pơl Sa-úp vavruh Payua anãn (cúng bái khai sinh đặt tên hay còn gọi là lễ ra mắt, trình diện). Tùy hoàn cảnh mỗi gia đình, lễ khai sinh đặt tên có thể lùi lại chậm nhất 15-20 ngày sau khi đứa bé chào đời. Buổi lễ được tiến hành tại nơi trang trọng nhất trong nhà, gia đình sửa soạn các loại mâm có chân cao vài mươi phân, mâm có vành quý và mới đặt cạnh để bày các lễ vật dâng cúng Yàng và trình diện tổ tiên, ông bà, cổ cúng thường có cơm và cỗ khau trầu tạ  Lưu trữ ngày 9 tháng 11 năm 2007 tại Wayback Machine.
Người La Hủ sau khi đẻ ba ngày thì lễ đặt tên cho đứa trẻ. Tên của trẻ sơ sinh thường được đặt theo ngày sinh, do vậy trong cộng đồng người La Hủ, việc trùng tên khá phổ biến. Nếu thấy trẻ lâu lớn hoặc hay đau ốm, có thể làm lễ đổi tên khác.
Trong ba loại kết cấu họ và tên thì các dân tộc thiểu số của Việt Nam đều có cả ba loại như: kết cấu họ đặt trước tên có người Hoa, người Tày, người Nùng...; kết cấu có tên đặt trước họ như dân tộc Êđê; kết cấu chỉ có tên mà không có họ như dân tộc Sơ Đăng, dân tộc Ơ Đu hoặc người Chăm Nam Bộ hoặc có đệm thêm tên bố, tên ông, tên chú và các biệt danh khác như người Hà Nhì Đen lấy tên bố làm tên đệm cho con hoặc người Chăm Nam Bộ ghép tên bố sau tên con.

### NgườiPa Cô,Vân Kiều
Ở cuộc Tổng tuyển cử đầu tiên của nước Việt Nam Dân chủ Cộng hoà năm 1946, khi lên danh sách cử tri của dân tộc vùng rẻo cao Quảng Trị, cán bộ của Bác Hồ đến hỏi họ, tên của người Pa Cô, Vân Kiều thì mọi người chưa có họ. Một người trong số họ chợt nảy ra ý nghĩ: "Tất cả người Pa Cô, Vân Kiều đều là con cháu Bác Hồ". Vậy tại sao chúng ta không lấy họ của Bác Hồ"? Từ đó, tất cả người Pa Cô, Vân Kiều đều đặt theo họ của Bác. Tuy cùng dòng tộc, nhưng người Pa Cô, Vân Kiều vẫn lấy nhau, sinh con để cái bình thường.

### NgườiChăm
Theo Nguyễn Khắc Ngữ trong Mẫu Hệ Chàm ở trang 125: 'Chiếu theo phong tục Chàm, xưa kia không có họ, chỉ thấy theo dòng sang như dòng làm vua xưa có họ, họ xưa của các vua Champa gồm có: Indra/Indravarman, Jaya/Jaya Sinhavarma, Cri/Cri Satyavarman, Maha/Maha Vijaya, Rudra/Rudravarman, Pudra/Pudravarman... hoặc sau này là các họ Ông, Ma, Trà, Chế hoặc các dòng làm trạng, làm quan, làm thầy, v.v. thì có họ, còn dòng hèn như dòng nông phu, tôi tớ, thợ thuyền, lao động thì không thấy có họ".
Như vậy, một điều chắc chắn là người Chăm đã có cách đặt tên họ theo kiểu riêng của mình từ rất sớm, ngay thời kỳ mới lập quốc như Khu Liên, Phạm Hùng, Phạm Văn, Phạm Dật, Phạm Phật vào thế kỷ thứ III, thứ IV hoặc Pô Inư Nagar, Pô Klong Girai, Pô Klong Chăr, Pô Birthuôr, Pô Sahinư, Pô Ramê, Inra Patra, Deva mưnô... và nay là Inrasara, Patri Ratna, Apdul Karim, Asal... Những tên này rất Chăm, nhưng không thể hiện rõ tính dòng họ hoặc tính dòng họ được thể hiện theo một kiểu nào đó mà hiện chưa kết luận được.
Vào năm Minh Mạng thứ 14, triều đình Huế bắt người Chàm phải theo phong tục Việt Nam. Họ phải chọn lấy một trong những tên họ đọc theo ngôn ngữ Việt Nam, gồm có: Bá, Đàng, Hứa, Lưu, Lựu, Hán, Lộ, Mã, Châu, Ngụy, Từ, Tạ, Thiên, Ức, Vạn, Ưng, Lâm, Hải, Báo, Cây, Dương, Quảng, Qua, Trượng, Tưởng, Lư. Đây là các họ phổ biến nhất trong dân tộc Chăm gần 2 thế kỉ qua.
Lúc bấy giờ đàn ông mang họ bố và đàn bà mang họ mẹ để đứng bộ điền thổ theo chánh quán mẹ và lưu truyền đến ngày nay.
Vào những năm 1954-1959, chính phủ Việt Nam Cộng hòa lúc bấy giờ cũng cấm luôn việc làm khai sanh bằng tên Chăm. Hậu quả là dấu vết tên Chăm hầu như biến mất hẳn từ ngày đó trong cộng đồng Chăm.
Thường thì người Chăm bình dân dùng tiền tố "Ja" (nam) hay "Mư" (nữ) trước tên, tương tự Văn hay Thị của người Việt như Jamưtaharei (nhà nghiên cứu Thiên Sanh Cảnh), Jalau (thi sĩ Trượng Văn Lầu).

#### Người Chăm Nam Bộ
Người Chăm đã tiếp thu một số tôn giáo từ bên ngoài, đó là Bàlamôn giáo, Phật giáo và Hồi giáo, tôn giáo là một tác nhân quan trọng chi phối mạnh mẽ hầu hết các lĩnh vực văn hóa, kinh tế, xã hội, phong tục, tập quán, tôn giáo đã phân hóa dân tộc Chăm thành ba cộng đồng với ba đặc trưng văn hóa khác nhau được quy định bởi thế giới quan của từng tôn giáo. Đó là cộng đồng người Chăm Bàlamôn, cộng đồng người Chăm Bà Ni và cộng đồng người Chăm Islam.
Cộng đồng Người Chăm Nam Bộ theo Hồi giáo không đặt tên bằng tiếng Chăm mà lại đặt theo hệ thống tên Hồi giáo mà phần lớn có nguồn gốc từ tiếng Ả Rập làm tên thường dùng trong cộng đồng.
Lễ đặt tên Hồi giáo ban đầu chỉ là một nghi thức và giờ đã trở thành một phong tục văn hóa truyền thống mà người Chăm tiếp thu trong quá trình thực hiện tín ngưỡng Hồi giáo.
Ban đầu người Chăm Hồi giáo chỉ đặt tên theo các thuộc tính của Thượng đế, theo tên của các vị thánh (Nabi), của những người thân trong dòng họ các vị thánh đó, hoặc tên của những nhân vật có công trong lịch sử phát triển Hồi giáo; về sau dùng những từ nào trong tiếng Ả Rập có nghĩa hay, tốt, đẹp làm tên Hồi giáo.

##### Tục lệ đặt tên
Khi đứa bé chào đời được bảy ngày, người Chăm Nam bộ làm Lễ cắt tóc tại nhà để đặt tên cho bé trước sự chứng của ông giáo cả (Hakim), già làng, thanh niên và bà con trong dòng họ. Đối với người Chăm, việc cắt tóc chỉ có tính cách tượng trưng, sau khi hớt một chỏm tóc trên trán đứa bé, mọi người đọc vài câu kinh chúc phúc và hy vọng một tương lai tốt đẹp cho đứa bé, rồi thoa lên trán nó một chút nước hoa gọi là ban lộc khác với tập tục Hồi giáo thì người ta phải cạo hết tóc trên đầu đứa bé rồi đem cân, được bao nhiêu thì bố mẹ đứa bé đó phải xuất một số tiền tương ứng phân phát cho khách đến dự buổi lễ. Gia chủ phải làm thịt con gà trống đã biết gáy để nấu cháo đãi khách, đặc biệt, lòng và ruột gà phải được chôn kỹ không để cho bất cứ con gì tha đi. Nếu như làm lễ đặt tên muộn đến một năm hơn thì phải làm thịt dê hoặc thịt bò. Nghi lễ này ghi nhận sự kiện đứa trẻ đó chính thức là một tín đồ mới của Hồi giáo.

##### Chọn tên
Người Chăm không có tục đặt họ mà chỉ có lựa tên. Tên của đứa bé được quyết định bởi ngày và thời khắc đứa bé chào đời. Cái tên Hồi giáo này được người Chăm tin là sẽ được Đấng Allah gọi dậy vào ngày phán xét cuối cùng (ngày tận thế).Tên Hồi giáo còn được chọn từ 4 nguồn sau: tên của các vị Thánh, người Hồi giáo có công cùng thời của Muhammad, những người tử vì đạo, những người Hồi giáo nổi tiếng trong lịch sử, các thuộc tính của thượng đế, từ ngữ có ý nghĩa tốt đẹp trong ngôn ngữ Ả Rập.
- Tên của các vị thánh: Con trai được đặt tên theo một trong hai mươi lăm tên Thánh, còn con gái thì được đặt theo tên của những người phụ nữ có quan hệ họ hàng thân tộc với các vị thánh đó như: mẹ, vợ, con gái, cháu gái. Lịch sử Hồi giáo ghi nhận có tất cả 124.000 sứ giả, trong số đó Đấng Allah (Thượng đế của tín đồ Hồi giáo) chọn 313 thiên sứ, nhưng chỉ có 25 thiên sứ được nhắc tên trong kinh Qur’an. Theo thứ tự từ lúc Allah tạo ra con người đầu tiên là Adam đến Mohamad, đó là:
  - Adam, Idris, Nuh, Huh, Salleh, Lut, Ibrahim, Ismail, Ishaq, Yaqub, Yusuf, Zaid, Harun, Musa, Daud, Sulayman, Ayyub, Zulkifli, Yunus, Ilyas, Ilyasak, Zakariya, Yahya, Isa, Muhammad
  - Tên con gái có thể đặt là: Hawa: Eva, vợ của Adam. Balquis là con gái của Sulayman. Maryam là Maria, mẹ của Isa. Aminah là mẹ của Muhammad. Khodijahlà vợ đầu tiên của Muhammad. Ruqayyah, Fatimah, Zaynab là con của Mohammad và Khadijah. Sawdah, Aishah, Hafsah, Zainab, Salamah, Juwairiyah, Safiyah, Mary, Habibah là tên của những người vợ của Mohammad sau Khadijah.
- Tên của lãnh đạo hoặc có công với đạo Hồi: Đặt theo tên của các nhà lãnh đạo cộng đồng Hồi giáo sau khi Muhammad mất vào năm 632 như Abu Bakar (632-634), Umar(634-644), Osama (644-656), Ali (656-661) hoặc tên của các chuyên gia luật pháp trong giai đoạn đầu của Hồi giáo đã tạo thành bốn trường phái luật pháp chính của Hồi giáo là: Maliki, Hanafi, Safiy và Hanbali.
- Bản thể, Thuộc tính, Hành động của Thượng đế: Đặt tên theo 99[34] bản thể, thuộc tính, hành động của Allah dựa trên 99 cái tên tốt đẹp của Allah mà kinh Qur'an có ghi... Allah, Rahman, Rahim, Melik, Kuddüs, Selam, Mümin, Müheymin, Aziz, Cebbar, Mütekebbir, Halık, Bari, Musavvir, Gaffar, Kahhar, Vehhab, Rezzak, Fettah, Alim, Kabız, Basit, Hafıd, Rafi, Muiz, Müzil, Semi, Basir, Hakem, Adl, Latif, Habir, Halim, Azim, Gafur, Şekur, Aliyy, Kebir, Hafız, Mukit, Hasib, Celil, Kerim, Rakib, Mucib, Vasi, Hakim, Vedud, Mecid, Bais, Şehid, Hakk, Vekil, Kavi, Metin, Veli, Hamid, Muhsin, Mübdi, Muid, Muhyi, Mumit, Hayy, Kayyum, Vacid, Vahid, Samed, Kadir, Muktedir, Mukaddim, Muahhir, Evvel, Ahir, Zahir, Batın, Vali, Muteali, Berr, Tevvab, Müntakim, Afüv, Rauf, Malikül Mülk, Zülcelal-i Vel-İkram, Muksit, Cami, Gani, Muğni, Macid, Mani, Nur, Hadi, Bedi, Baki, Varis, Reşid, Sabur, Dar, Nafi.
  - Có nghĩa là từ 99 cái tên đẹp nhất của Allah như: Đấng rất mực khoan dung- Al Rahman, Đấng rất mực nhân từ- Al Latif, Đấng toàn năng- Al Aziz, Đấng tha thứ -Al –Ghaffar, Đấng luôn lắng nghe As-Sami, Đấng bảo vệ Al-Muhaymin... người ta đặt tên bằng cách bỏ tiền tố "Al" "As, "Ar", "Az" nghĩa là Đấng, chỉ lấy thuộc tính để đặt tên như Rahman, Latif, Aziz...; nếu đặt tên cho con gái mang thuộc tính đó thì phải thêm hậu tố "ah" như Rahmanah, Latifah, Azizah...
  - Hoặc thêm tiền tố "Abd", trong tiếng Ả Rập có nghĩa là "đầy tớ của", như Abdur Rahman (đầy tớ của Đấng khoan dung), Abdul Latif (đầy tớ của Đấng nhân từ); trong đó "ur", "ul" là biến dạng của tiền tố "Al".
  - Những tên bắt đầu bằng Abdul được dùng ở cộng đồng Chăm Nam bộ như: Abdullah, Abdul Bari, Abdul Qadir, Abdul Rahim, Abdul Karim, Abdul Rahman, Abdul Malik, Abdul Halim, Abdul Khabir, Abdul Latif, Abdul Aziz, Abdul Ghaffar, Abdul Halim, Abdul Ghafur...
- Từ ngữ Ả Rập có nghĩa tốt đẹp: Dùng từ ngữ có ý nghĩa tốt đẹp cho con trai hoặc thêm hậu tố "ah" cho tên con gái như: Amin, Aminah (Trung thành); Jamil, Jamilah (Xinh đẹp); Said, Saidah (May mắn); Salim, Salimah (Bình an); Safiy, Safiyah (Vô tội); Tahir, Tahirah (Trong trắng).
- Cách dùng tên trong giao tiếp: Do người Chăm không có tục đặt tên họ và khả năng chọn tên còn hạn chế nên hiện tượng trùng tên xảy ra ở cộng đồng Chăm rất nhiều, để phân biệt người ta gọi: "Tên gọi + năm sinh": hoặc "Tên gọi + Tên bố": Ahmad ben Mahammed (Ahmad con của Mahammed) Masitoh nưk ôn Kim Him (tức là Masitoh con ông Cả chùa Ibrahim) hay Saleh nưk Tuan Taghế (tức là Saleh con thầy Idris) -"Tên gọi + tên chồng hoặc tên vợ" hoặc "Tên gọi + việc làm, nghề nghiệp" hoặc "Tên gọi + biệt danh" là tên gọi nói lên một đặc điểm nào đó của một người theo nơi ở, đặc điểm vóc dáng, đầu tóc, nước da, tính tình, thói quen, sở thích hoặc một kinh nghiệm cá nhân... Chẳng hạn như Yusub tựa (lùn), Saleh chuh (đen), Saleh nụ (thích chơi đá gà), Abdullhah pei chuk (thích ăn bún), Jamilah hề (vui tính), v.v.